# Гребля Тілесдіт

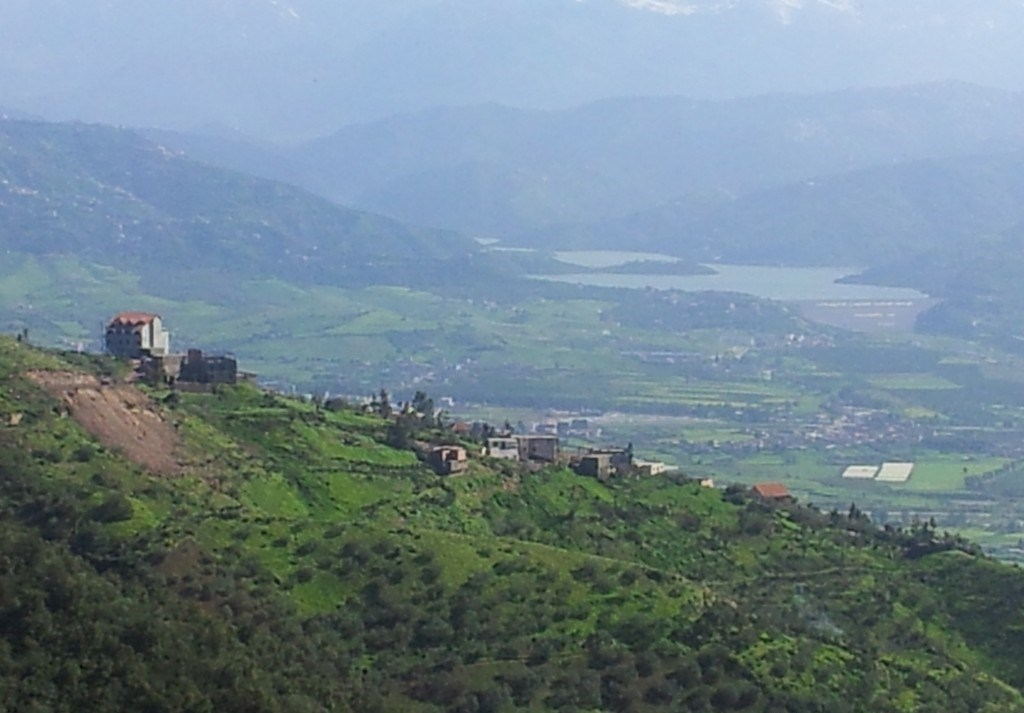
Вид здалеку на греблю та водосховище

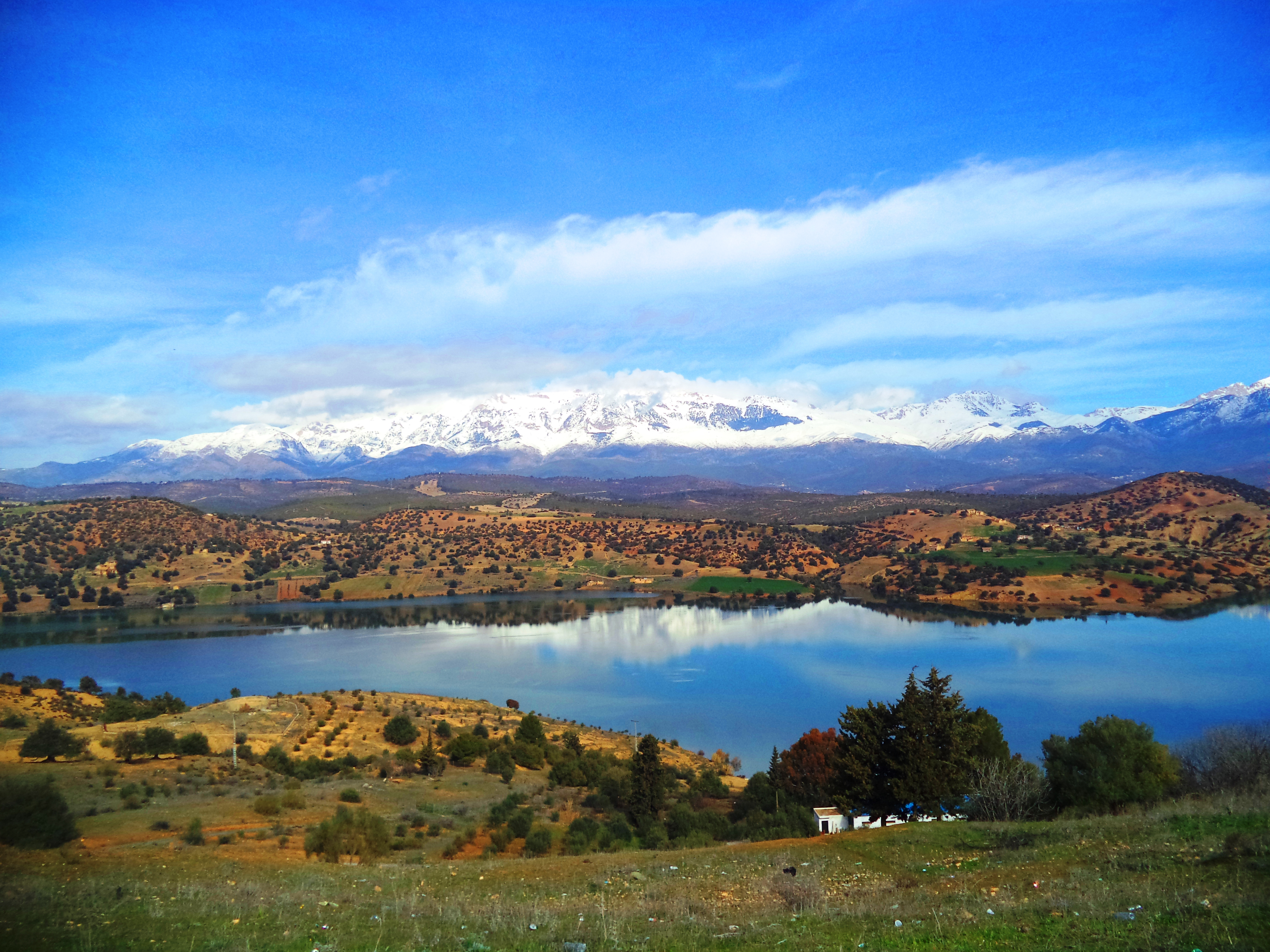
Водосховище греблі

Гребля Тілесдіт (Tilesdit) – гідротехнічна споруда на півночі Алжиру.
Греблю спорудили в 1996 – 2004 роках на уеді Еддус (Eddous) – одній з твірних уеду Сахель (Sahel), що є лівою твірною уеду Суммам (Soummam), який впадає в Середземне море на південній околиці Беджаї. Водозбірний басейн вище від споруди складає 843 км2, що в середньому забезпечує стік в обсязі 69 млн м3 (крім того, до 12 млн м3 можливо отримати за рахунок перекидання ресурсу з уедів Берд та Бабар, що впадають до уеду Еддус нижче від греблі Тілесдіт). Головним призначенням греблі є водопостачання та іригація.
В межах проекту долину уеду перекрили земляною греблею із глиняним ядром висотою 65 (за іншими даними – 62) метра, довжиною 452 метра та шириною по основі 256 метрів, яка потребувала 3,36 млн м3 матеріалу. В межах проекту також облаштували водоскид, розрахований на перепуск під час повені 525 м³/с. 
Гребля утворила водосховище об’ємом 167 млн м3, з яких 146 млн м3 відносяться до корисного об’єму, що забезпечується коливанням рівня поверхні між позначками 424,5 метра НРМ та 454,3 метра НРМ. Під час повені рівень води може зростати до 458,9 метра НРМ, при  тому що гребінь греблі знаходиться на позначці 46,8 метра НРМ. При максимальному рівні площа водойми становить 8,1 км2.